# U-468
Unterseeboot 468 foi um submarino alemão do Tipo VIIC, pertencente a Kriegsmarine que atuou durante a Segunda Guerra Mundial.

## Comandantes
| Comandante             | Data                                        |
| ---------------------- | ------------------------------------------- |
| Oblt. Klemens Schamong | 12 de agosto de 1942 - 11 de agosto de 1943 |

## Subordinação
Durante o seu tempo de serviço, esteve subordinado às seguintes flotilhas:
| Período                                       | Flotilha                                  |
| --------------------------------------------- | ----------------------------------------- |
| 12 de agosto de 1942 - 31 de janeiro de 1943  | 5. Unterseebootsflottille (treinamento)   |
| 1 de fevereiro de 1943 - 11 de agosto de 1943 | 3. Unterseebootsflottille (serviço ativo) |

## Operações conjuntas de ataque
O U-468 participou das seguinte operações de ataque combinado durante a sua carreira:
- Rudeltaktik Ritter (11 de fevereiro de 1943 - 26 de fevereiro de 1943)
- Rudeltaktik Burggraf (4 de março de 1943 - 5 de março de 1943)
- Rudeltaktik Raubgraf (7 de março de 1943 - 16 de março de 1943)
- Rudeltaktik Amsel (29 de abril de 1943 - 3 de maio de 1943)
- Rudeltaktik Amsel 3 (3 de maio de 1943 - 6 de maio de 1943)
- Rudeltaktik Rhein (7 de maio de 1943 - 10 de maio de 1943)
- Rudeltaktik Elbe 1 (10 de maio de 1943 - 14 de maio de 1943)
- Rudeltaktik Mosel (19 de maio de 1943 - 23 de maio de 1943)
- Rudeltaktik sem nome (11 de julho de 1943 - 29 de julho de 1943)